# Universidad Pedagógica Nacional (México)
La Universidad Pedagógica Nacional (UPN) es una institución pública mexicana de educación superior, creada por Decreto Presidencial el 29 de agosto de 1978. Tiene la finalidad de formar profesionales de la educación en licenciatura y posgrado para atender las necesidades del Sistema Educativo Nacional y de la sociedad mexicana en general. Ofrece, además, otros servicios de educación superior como especializaciones y diplomados. Realiza investigación en materia educativa y difunde la cultura pedagógica, la ciencia y las diversas expresiones artísticas y culturales del país.
Actualmente cuenta con 76 Unidades y 208 subsedes académicas distribuidas en todo México.
Dedicada en un principio a la profesionalización del Magisterio, la Unidad Ajusco se adaptó para que los jóvenes egresados de los bachilleratos, que no necesariamente cuentan con alguna experiencia en el campo de la educación, adquieran conocimientos que los sitúen dentro del campo de la planeación, creación, implementación y evaluación de los programas educativos.
La Universidad cumplió en agosto de 2018, su cuadragésimo aniversario. Es la institución pública más importante de México en la formación de cuadros especializados en el campo educativo. La planta académica de la UPN en todo el país, genera conocimientos, estrategias y modelos pedagógicos para comprender y transformar la educación.
En 2023 y tras haber efectuado su Congreso Nacional Universitario (CNU) por mandato de la Ley General de Educación Superior (en su artículo transitorio vigésimo primero) la UPN entregó al Congreso de la Unión (por conducto de la Subsecretaría de Educación Superior) el documento de consensos y disensos resultantes de dicho CNU. Actualmente, en el Senado de la República se encuentra pendiente el análisis, discusión y votación en Pleno de la iniciativa de Ley Orgánica de la UPN que le dota de autonomía.

## Organización

### Rectoría
De acuerdo con el Decreto de Creación de la UPN (Capítulo II. Artículo 11) "El Rector será nombrado y removido por el secretario de Educación Pública"
| Rector                        | Periodo                                                                               |
| ----------------------------- | ------------------------------------------------------------------------------------- |
| Moisés Jiménez Alarcón        | 29 de agosto de 1978 - 6 de julio de 1980                                             |
| Miguel Huerta Maldonado       | 7 de julio de 1980 - 31 de julio de 1982                                              |
| José Ángel Vizcaíno           | 1 de agosto de 1982 - 1 de febrero de 1983                                            |
| Manuel Bravo Jiménez          | 28 de enero de 1983 - 1 de junio de 1986                                              |
| Eduardo Maliachi y Velasco    | 1 de junio de 1986 - 16 de mayo de 1989 10 de diciembre de 1993 - 30 de junio de 1996 |
| José Ángel Pescador Osuna     | 6 de junio de 1989 - 18 de diciembre de 1989                                          |
| Mariano Díaz Gutiérrez        | 7 de febrero de 1990 - 3o de junio de 1992                                            |
| Olac Fuentes Molinar          | 8 de julio de 1992 - 7 de enero de 1993                                               |
| Magdalena Gómez Rivera        | 9 de febrero de 1993 - 6 de septiembre de 1993                                        |
| Jesús Liceaga Ángeles         | 23 de junio de 1996 - mayo de 1999                                                    |
| Sylvia Beatriz Ortega Salazar | junio de 1999 - 31 de diciembre de 2000, 1er. periodo                                 |
| Marcela Santillán Nieto       | 1 de enero de 2001 - 23 de enero de 2007                                              |
| Sylvia Beatriz Ortega Salazar | 23 de enero de 2007 - 16 de enero de 2013, 2o. periodo                                |
| Eliseo Guajardo Ramos         | 4 de mayo de 2013 - 28 de octubre de 2013                                             |
| Tenoch Esaú Cedillo Ávalos    | 29 de octubre de 2013 - 28 de diciembre de 2018                                       |
| Rosa María Torres Hernández   | 29 de diciembre de 2018 -                                                             |

### Coordinación Académica de la Unidad Ajusco
La Coordinación Académica de la Unidad Ajusco está presidida por la Secretaría Académica y la conforman los Coordinadores de las Áreas académicas, todos los representantes de académicos y estudiantes de la Unidad Ajusco ante el Consejo Académico y las Direcciones de Docencia, Investigación y Difusión.

### Áreas académicas
Para el desarrollo de las funciones sustantivas como institución de educación superior, la Universidad Pedagógica Nacional, Unidad Ajusco, se organiza en cinco áreas académicas abocadas a articular el trabajo de los profesores para construir y atender de manera integrada los objetos de trabajo que le son propios a través de programas de docencia, investigación, difusión y vinculación. Cada área académica está encabezada por un Coordinador.
Están conformadas por un grupo de cuerpos académicos que comparten una o varias líneas de generación o aplicación del conocimiento, en temas disciplinares o multidisciplinares y un conjunto de objetivos y metas académicas comunes.
Las áreas académicas de la UPN Ajusco son:
- Área Académica 1. Política Educativa, Procesos Institucionales y Gestión
- Área Académica 2. Diversidad e Interculturalidad
- Área Académica 3. Aprendizaje y Enseñanza en Ciencias, Humanidades y Artes
- Área Académica 4. Tecnologías de Información y Modelos Alternativos
- Área Académica 5. Teoría Pedagógica y Formación Docente

### Cuerpos académicos
Son grupos de académicos, de una o diversas disciplinas, que desarrollan un trabajo centrado en un objeto de estudio común dentro del campo educativo. Su característica principal es el trabajo colegiado, modalidad de relación académica que permite que sus tareas se organicen desde una racionalidad colectiva para establecer una corresponsabilidad en la planeación, desarrollo y evaluación de los propósitos del Cuerpo Académico, del Área Académica y de la institución.
Las demás Unidades UPN cuentan, cada una con un Director de Unidad, responsables de programas y otros cargos según las necesidades de cada una.

## Oferta educativa

### Licenciatura
Las licenciaturas (pregrado) que se imparten son:
Sistema Escolarizado
- Administración Educativa
- Intervención Educativa
- Psicología Educativa
- Pedagogía
- Sociología de la Educación
- Educación indígena

Modalidad en línea
- Enseñanza del francés
- Educación e Innovación Pedagógica

En cada Unidad se imparten diferentes programas. En la Unidad de Ajusco además se imparten Educación para adultos, Educación Preescolar y Primaria para el medio Indígena (estas últimas semiescolarizadas).

### Posgrados cortos o especializaciones
- Computación y Educación (desde 1998)
- Género en Educación (EGE, desde 1999)
- Enseñanza del Inglés como Lengua Extranjera
- Enseñanza del Español
- Educación Integral de la Sexualidad (desde 2015)
- Educación Ambiental
- Evaluación Académica
- Orientación Educativa
- Proyecto Curricular en la Formación Docente
- Formación de Educadores de Adultos
- Estrategias de Enseñanza Aprendizaje de la Historia en la Educación Básica
- Enseñanza de la Lengua y Literatura
- Educación y Derechos Humanos

### Otros posgrados
Maestría en Desarrollo Educativo
Con 11 líneas de formación que son:
- Educación Matemática
- Enseñanza de las Ciencias Naturales
- Hermenéutica y Educación Multicultural
- Política Educativa
- Prácticas Institucionales y Formación Docente
- Tecnología de la Información y la Comunicación en Educación
- Diversidad Sociocultural y Lingüística
- Educación Ambiental
- Educación Artística
- La Historia y su Docencia
- Teoría e Intervención Pedagógica

Doctorado en Educación
Con 6 líneas de formación que son:
- Educación en Ciencias
- Hermenéutica y Educación Cultural
- Matemáticas
- Construcción Social de la Política Educativa
- Prácticas Institucionales y Formación Docente
- Tecnologías de la información y la comunicación en Educación

Doctorado en Educación y Diversidad (DED) 
Con 3 líneas de formación:
- Subjetividad, Corporalidad y Poder
- Hermenéutica de la Multiculturalidad en América Latina
- Concepciones Políticas y Prácticas en Contextos Multiculturales

Doctorado en Política de los Procesos Socioeducativos
Con 2 líneas de formación que son:
- Construcción Histórico-Política de los Procesos Educativos
- Política, Educación y Movimientos Sociales

## Talleres culturales y deportivos
Complementando el desarrollo académico
Con las siguientes actividades:
- Cartonería
- Ajedrez
- Baloncesto
- Fútbol
- Fotografía
- Taekwondo
- Baile
- Voleibol
- Físico culturismo
- Guitarra acústica
- Teatro
- Zumba

## Rectores
- Rector actual: Doctora Rosa María Torres Hernández (Desde el 28 de diciembre de 2018).
  - Anteriores Rectores:
    - Doctor Tenoch Esaú Cedillo Ávalos. Su rectorado comprende el periodo del 29 de octubre de 2013 al 28 de diciembre de 2018.
    - Maestro Eliseo Guajardo Ramos. Nombrado el 4 de mayo de 2013 y removido el 28 de octubre del mismo año.
    - Doctora Silvia B. Ortega Salazar. Segundo Periodo del 23 de enero de 2007 hasta 15 de enero de 2013.
    - Maestra Marcela Santillán N. Es nombrada rectora el 1 de enero de 2001. Termina su periodo al frente de la UPN el 23 de enero de 2007.
    - Doctora Sylvia Ortega Salazar. Rectora de la institución del 3 de junio de 1999 al 15 de enero de 2001, Deja la rectoría para asumir la Subsecretaría de Educación para el Distrito Federal.
    - Profesor Jesús Liceaga Ángeles. Designado como rector de la UPN, el 23 de junio de 1996. Terminó su gestión en mayo de 1999.
    - Profesor Eduardo Maliachi y Velasco. Ocupa la Rectoría en un segundo periodo, del 10 de diciembre de 1993 al 30 de junio de 1996.
    - Maestra Magdalena Gómez Rivera. Es la primera mujer en ocupar el cargo de Rector (9 de febrero de 1993). Concluyó su periodo el 6 de septiembre de 1993.
    - Maestro Olac Fuentes Molinar. Asume la rectoría el 8 de julio de 1992 y su periodo concluye el 7 de enero de 1993.
    - Profesor Mariano Díaz Gutiérrez. Nombrado Rector de la institución del 7 de febrero de 1990 al 30 de junio de 1992
    - Licenciado José Ángel Pescador Osuna. Llega a la UPN el 6 de junio de 1989. Seis meses después deja el cargo (18 de diciembre de 1989).
    - Profesor Eduardo Maliachi y Velasco. Ocupa el máximo cargo de la UPN del 1 de junio de 1986 al 16 de mayo de 1989.
    - Licenciado Manuel Bravo Jiménez. Llega a la Rectoría de la universidad el 28 de enero de 1983. Su administración concluye el 1 de junio de 1986.
    - Licenciado José Ángel Vizcaíno. Asume la Rectoría el 1 de agosto de 1982. Siete meses después deja el cargo (1 de febrero de 1983).
    - Profesor Miguel Huerta Maldonado. Segundo Rector de la UPN. Fue nombrado rector el 7 de julio de 1980. Su rectorado concluye dos años después, el 31 de julio de 1982.

- Primer rector:
  - Mtro. Moisés Jiménez Alarcón. Nombrado por el secretario de Educación Pública el 29 de agosto de 1978. Deja el cargo el 6 de julio de 1980.[7]

## Arquitectura
El edificio de la Unidad Ajusco se ubica en Tlalpan, CDMX, donde se encuentra la Rectoría, es obra de los arquitectos Teodoro González de León y Abraham Zabludovsky forma parte de un conjunto arquitectónico con el Colegio de México y el Fondo de Cultura Económica.